# Moneilema punctipennis
Moneilema punctipennis är en skalbaggsart som beskrevs av Fisher 1927. Moneilema punctipennis ingår i släktet Moneilema och familjen långhorningar. Inga underarter finns listade i Catalogue of Life.